# Домпу (район)
До́мпу (індонез. Dompu) — один з 8 районів округу Домпу провінції Західна Південно-Східна Нуса у складі Індонезії. Розташований у центральній частині. Адміністративний центр — селище Балі.
Населення — 50924 особи (2012; 49854 в 2010).

## Адміністративний поділ
До складу району входять 7 селищ та 8 сіл:
| Населений пункт              | Населення, осіб (2010) |
| ---------------------------- | ---------------------- |
| Бада, селище                 | 5354                   |
| Балі, селище                 | 5038                   |
| Доребара, село               | 3234                   |
| Доротангга, селище           | 4175                   |
| Кандаї-Сату, село            | 4195                   |
| Карамабура, село             | 2331                   |
| Кареке, село                 | 2433                   |
| Каріджава, селище            | 3580                   |
| Катуа, село                  | 1282                   |
| Мангге-Асі, селище           | 2972                   |
| Мангге-Нає, село             | 1337                   |
| Мбаві, село                  | 2789                   |
| Оо, село                     | 5243                   |
| Персіапан-Сорісаколо, селище | 2110                   |
| Поту, селище                 | 3781                   |